# Gabyna caudalis
Gabyna caudalis är en fjärilsart som beskrevs av Felder 1874. Gabyna caudalis ingår i släktet Gabyna och familjen nattflyn. Inga underarter finns listade i Catalogue of Life.